# بی‌بند (فیلم ۱۹۸۹)
بی‌بند (به انگلیسی: Strapless) فیلمی محصول سال ۱۹۸۹ و به کارگردانی امی دیوید هر است. در این فیلم بازیگرانی همچون بلر براون، برونو گانتس، بریجیت فوندا، آلن هاوارد، مایکل گاف، هیو لوری و دانا گیلیسپی ایفای نقش کرده‌اند.